# Mercedes-Benz A-Class (W177)
«Мерседе́с-Бенц» 177-й  серии (нем. Mercedes-Benz Baureihe 177) — это четвёртое и текущее поколение А-класса в линейке компактных премиальных хетчбэков и седанов немецкой торговой марки Mercedes-Benz. Представлен в апреле 2018 как преемник модели W176 Mercedes-Benz A-Class (англ.), продажи начались в марте 2018. Автомобиль доступен как в 5-дверном исполнении хетчбэк (индекс модели W177), так и как 4-дверный седан (индекс модели V177). Длиннобазный седан эксклюзивно доступен будет только в Китае (индекс модели Z177).

## Типы кузова

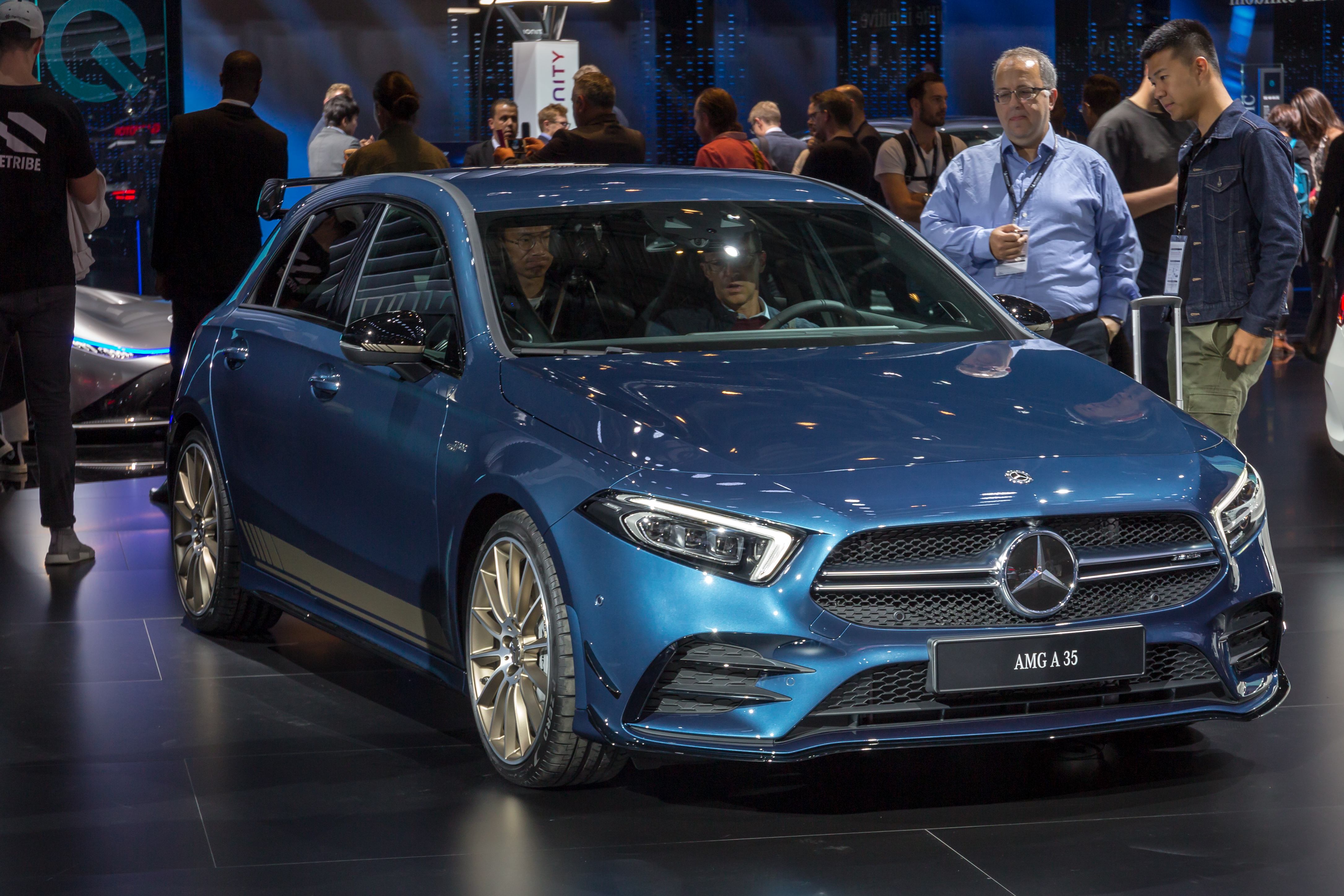
W177 hatchback
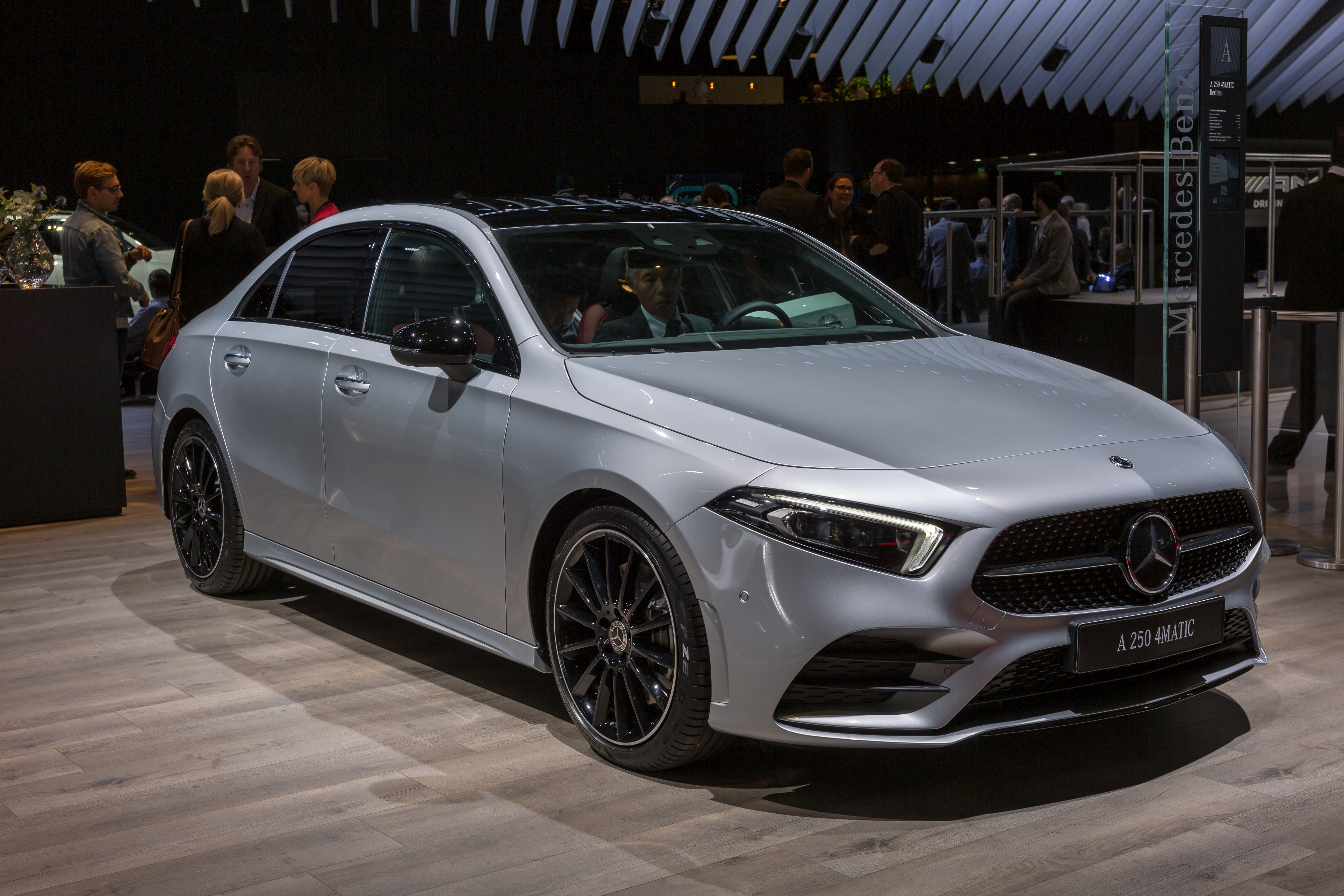
V177 sedan

### Седан (V177)
В четвёртом поколении А-класса впервые был представлен четырёхдверный седан, запуск ожидается в конце 2019 года.

## Оборудование
В стандартной комплектации автомобиль поставляется с 16-дюймовыми колёсными дисками из алюминиевого сплава, круиз-контролем, бесключевым доступом и светодиодными ходовыми огнями.
Во всех комплектациях представлена развлекательная система Mercedes-Benz User Experience (MBUX) с переработанным тач-интерфейсом и системой голосового умного управления.
Он также может предложить быстрые ярлыки к меню основанные на частоте использования меню водителем. Система также может быть доступна с навигационной системой дополненной реальности, которая записывает и отображает стрелки направления прямо на дороге в навигационной системе.
Стандартные модели оснащены двумя 7-дюймовыми дисплеями для комбинации приборов и экрана MBUX и могут быть модернизированы до 10,25-дюймового дисплея с сенсорным управлением, информацией о движении в реальном времени и распознаванием дорожных знаков. Другие доступные опции включают Apple CarPlay и Android Auto, подсветку салона, проекцию на лобовое стекло и использование смартфона для блокировки или разблокировки автомобиля через NFC.

## Модели

### С бензиновым двигателем
| Модель      | Годы  | Двигатель                   | Мощность                               | Крутящий момент           | 0-100 км/ч | Расход топлива, средний |
| ----------- | ----- | --------------------------- | -------------------------------------- | ------------------------- | ---------- | ----------------------- |
| A160        | 2018– | M282 DE14 LA 1.3 L I4 turbo | 75 кВт (102 л. с.) @ 4,500 об/м        | 180 Нм @ 1,375 об/м       | 10.9 с     | н/д                     |
| A180        | 2018– | M282 DE14 LA 1.3 L I4 turbo | 100 кВт (136 л. с.) @ 5,500 об/м       | 200 Нм @ 1,460 об/м       | 9.2 с      |                         |
| A200        | 2018– | M282 DE14 LA 1.3 L I4 turbo | 120 кВт (163 л. с.) @ 5,500 об/м       | 250 Нм @ 1,620 об/м       | 8.0 с      | 5,2 - 5,6 л/100 км      |
| A220 4MATIC | 2018– | M260 DE20 LA 2.0 L I4 turbo | 140 кВт (190 л. с.) @ 5,500 об/м       | 300 Нм @ 1,800–4,000 об/м | 6.9 с      | 6,5 - 6,6 л/100 км      |
| A250        | 2018– | M260 DE20 LA 2.0 L I4 turbo | 165 кВт (224 л. с.) @ 5,500 об/м       | 350 Нм @ 1,800–4,000 об/м | 6.2 с      |                         |
| A35 AMG     | 2019– | M260 DE20 LA 2.0 L I4 turbo | 225 кВт (306 л. с.) @ 5,800–6,100 об/м | 400 Нм @ 3,000–4,000 об/м | 4.7 с      |                         |

### С дизельным двигателем
| Модель | Годы  | Двигатель                 | Мощность                        | Крутящий момент           | 0-100 км/ч |
| ------ | ----- | ------------------------- | ------------------------------- | ------------------------- | ---------- |
| A180d  | 2018– | OM608 DE15 1.5 L I4 turbo | 85 кВт (116 л. с.) @ 4,000 об/м | 260 Нм @ 1,750–2,500 об/м | 10.5 s     |